# 사우스캐롤라이나 스팅레이스
| 사우스캐롤라이나 스팅레이스 |                                           |
| 콘퍼런스                    | 동부 콘퍼런스                             |
| 디비전                      | 사우스 디비전                             |
| 설립연도                    | 1993년                                    |
| 해체연도                    |                                           |
| 역사                        | 사우스캐롤라이나 스팅레이스 (1993년~현재) |
| 경기장                      | 노스 찰스턴 콜리시엄                      |
| 연고지                      | 사우스캐롤라이나주 노스 찰스턴            |
| 상징색                      | 감색, 빨강, 하양, 은                      |
| 구단주                      | 애니타 주커 그린월드 패밀리               |
| 단장                        | -                                         |
| 감독                        | 스펜서 카베리                             |
| NHL 제휴                    | 워싱턴 캐피털스                           |
| AHL 제휴                    | 허시 베어스                               |
| 정규시즌 우승               | 1 (1997)                                  |
| 콘퍼런스 우승               | 4 (1997, 2001, 2009, 2015)                |
| 디비전 우승                 | 6 (1995, 1997, 1998, 2001, 2014, 2016)    |
| 켈리 컵                     | 3 (1997, 2001, 2009)                      |
| 영구 결번                   | 12, 14, 24                                |

사우스캐롤라이나 스팅레이스(South Carolina Stingrays)는 미국 사우스캐롤라이나주 노스 찰스턴을 연고지로 하는 ECHL의 동부 콘퍼런스 사우스 디비전 소속 아이스 하키팀이다.

## 역대 홈경기장
| 사우스캐롤라이나 스팅레이스 |             |          |                                |      |
| 경기장                      | 사용기간    | 수용인원 | 장소                           | 비고 |
| 노스 찰스턴 콜리시엄        | 1993년~현재 | 10,537명 | 사우스캐롤라이나주 노스 찰스턴 | 빈칸 |